# 영양 삼지리 모전석탑
영양 삼지리 모전석탑(英陽 三池里 模塼石塔)는 대한민국 경상북도 영양군 영양읍 삼지리에 있는 삼국시대의 모전석탑이다. 2013년 4월 8일 경상북도의 유형문화재 제471호로 지정되었다.

## 개요
절벽을 이룬 산 중턱의 튀어나온 바윗돌 위에 서 있는 석탑으로, 벽돌 모양으로 다듬은 돌을 차곡차곡 쌓아 올린 모전 석탑이다.
탑은 큰 바위를 기단(基壇)삼아 그 위로 탑신(塔身)을 올려 놓은 모습이며, 원래 3층탑이었다고 하나 현재는 2층까지만 남아있다. 탑신의 1층 몸돌 앞면에는 불상을 모시는 방인 감실(龕室)이 설치되어 있는데, 이 안에서 신라 금동불상 4구가 나왔다고 하나 현재 전하고 있지 않다. 지붕돌은 아래·윗면이 모두 층단을 이루고 있다.
연대암 부근에 있었던 영혈사에 세워 두었던 탑으로 추정된다. 영혈사는 신라 삼국통일 이전에 창건된 사찰로 이 탑 또한 그 당시에 세운 것으로 보인다. 1998년 석탑 해체 보수시 석재 사리함과 사리 1과가 출토되었다.

## 사진

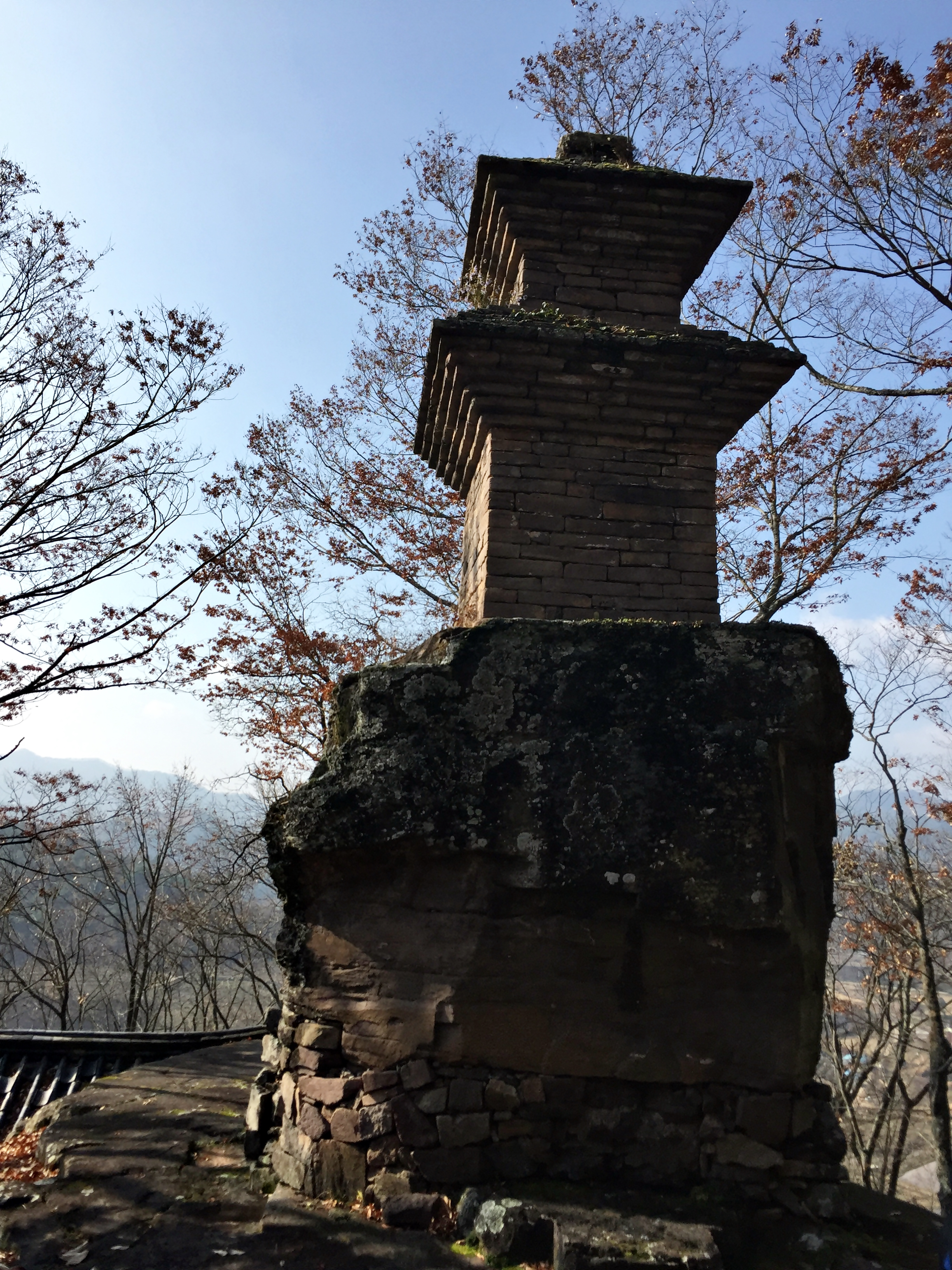
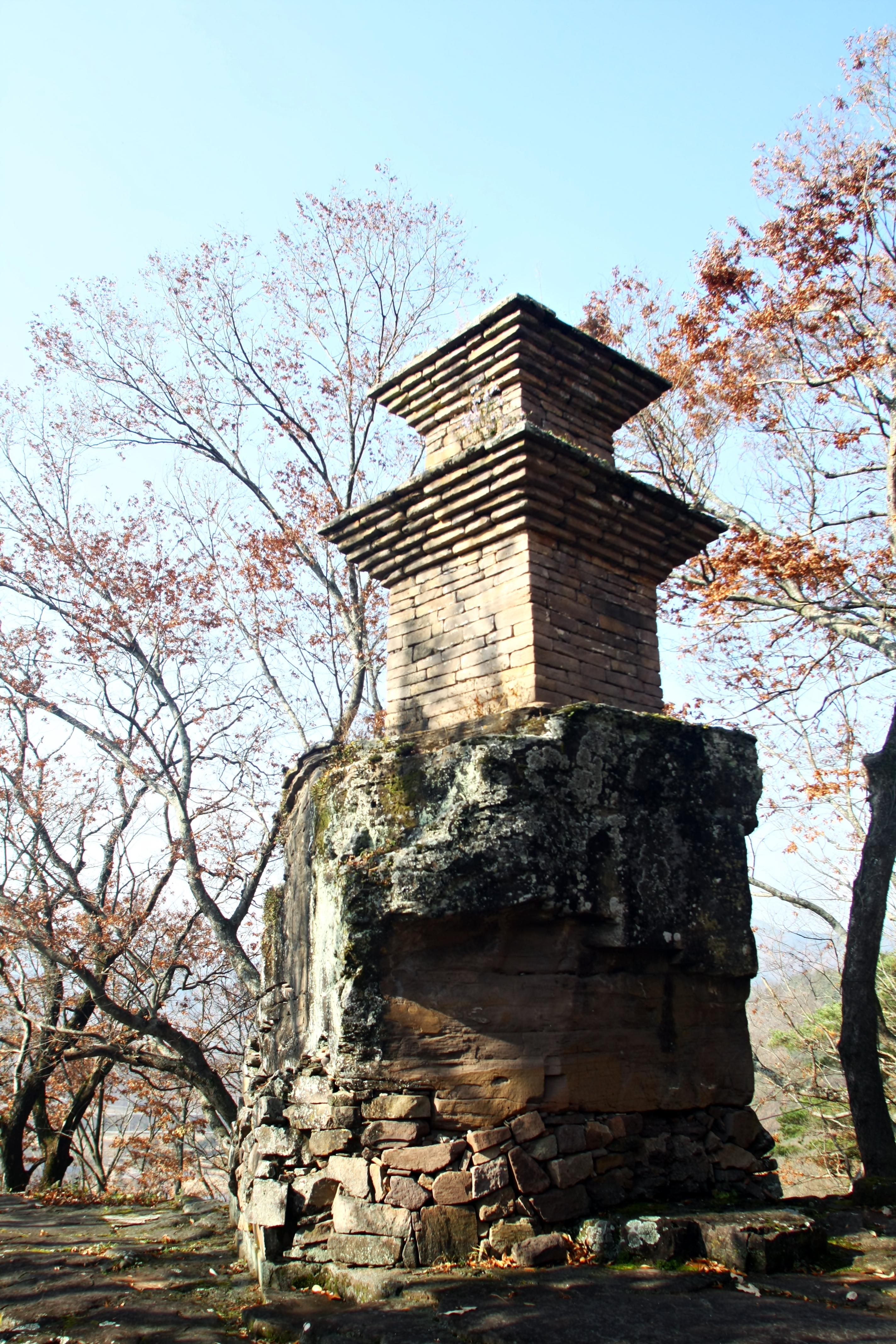
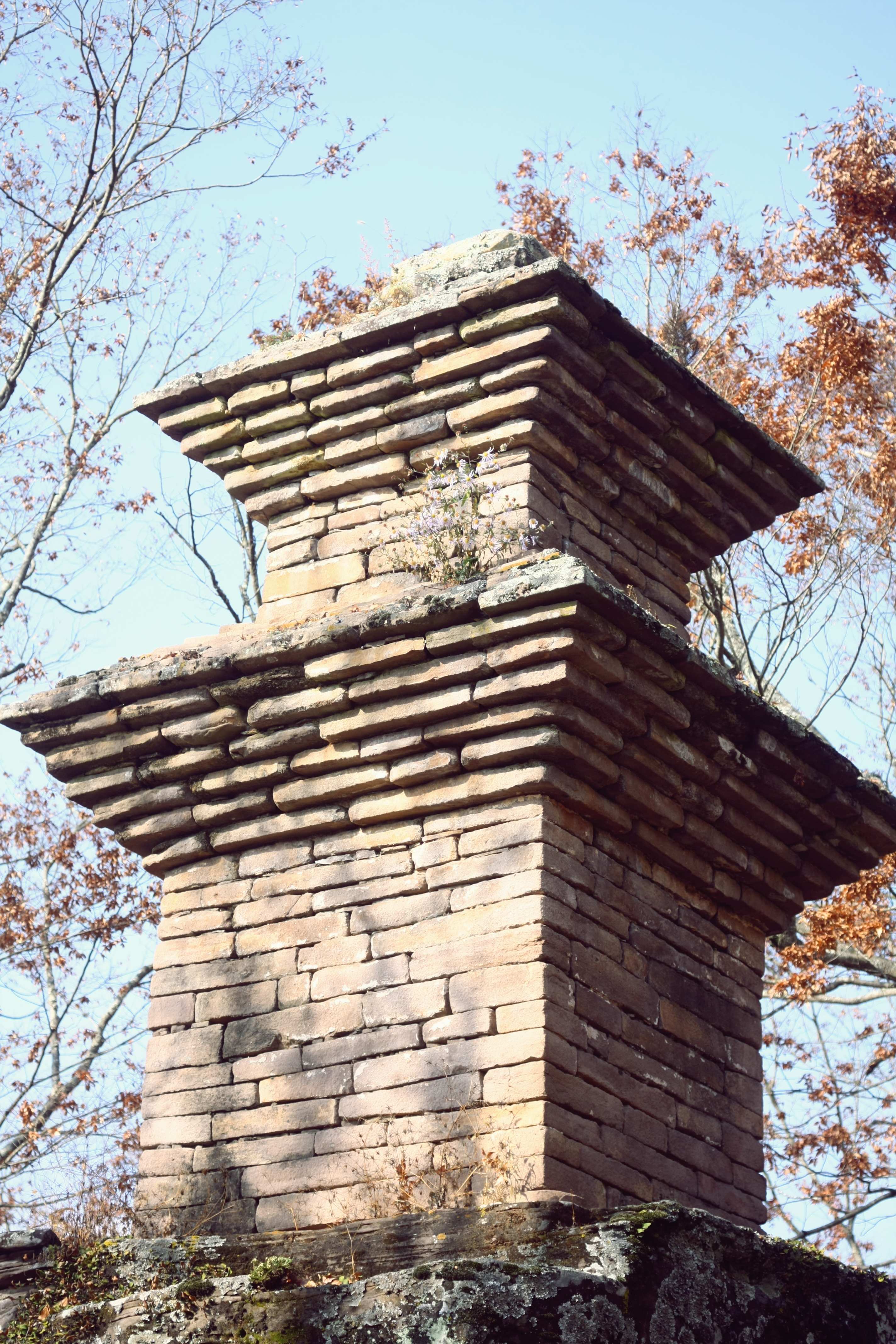
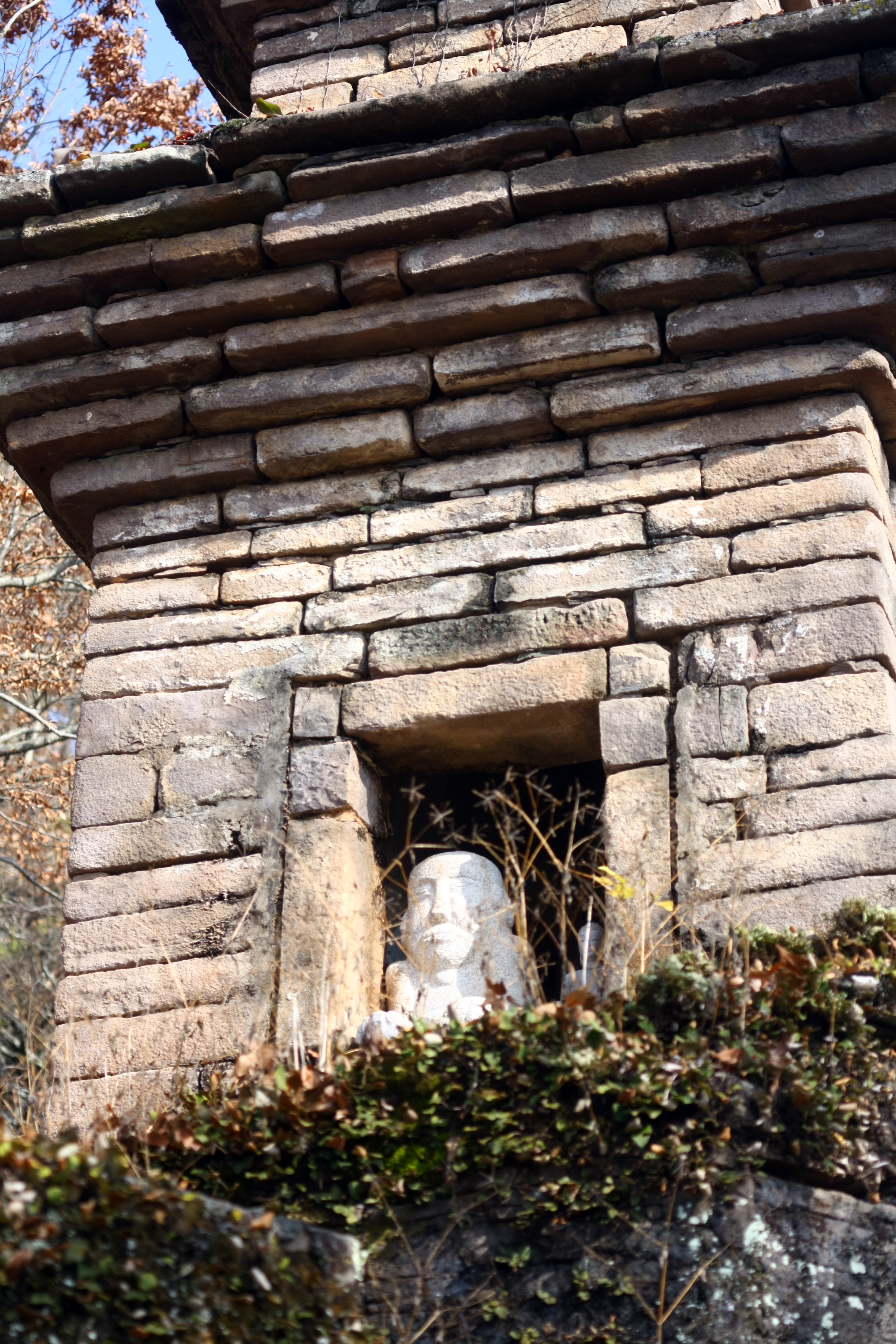
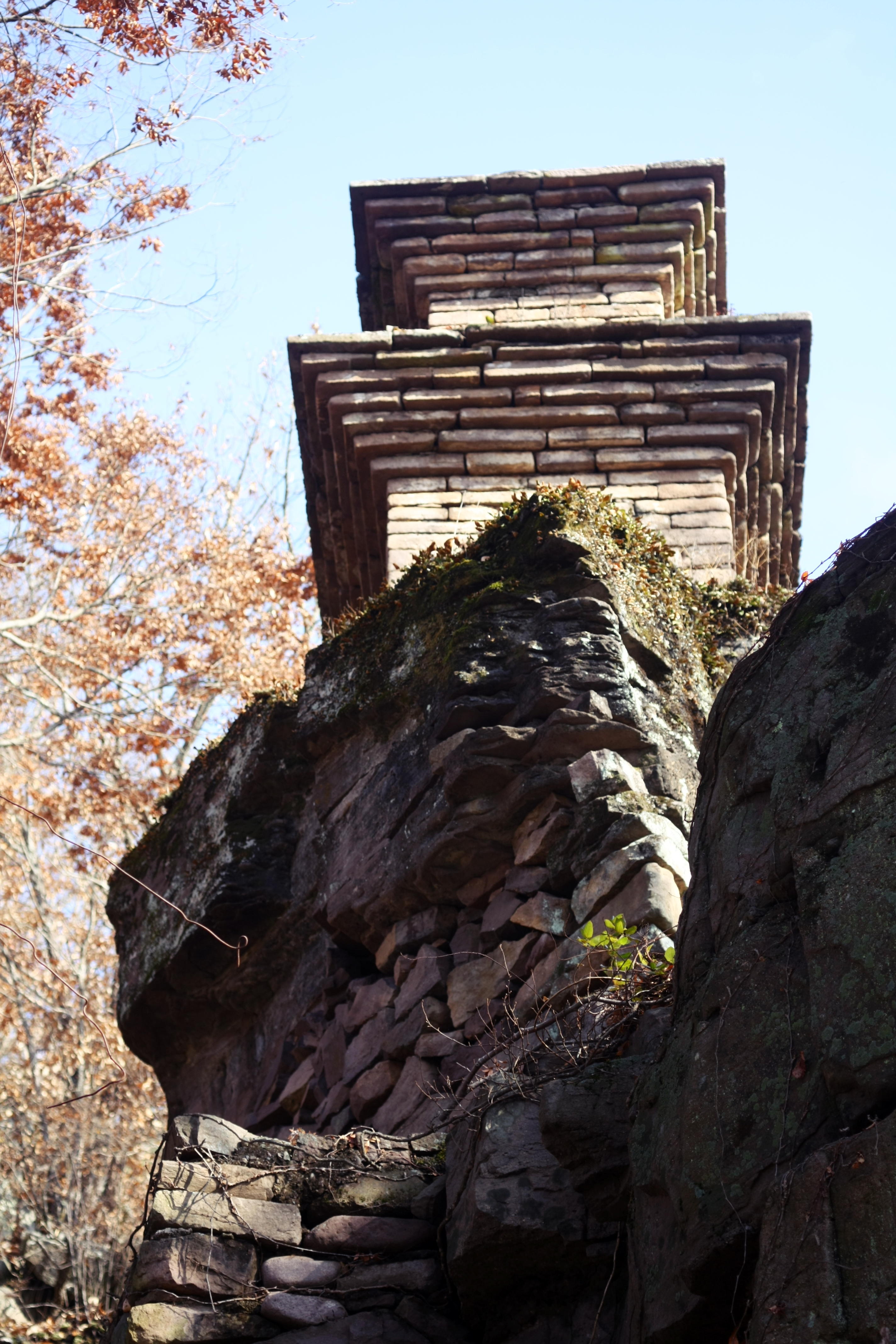
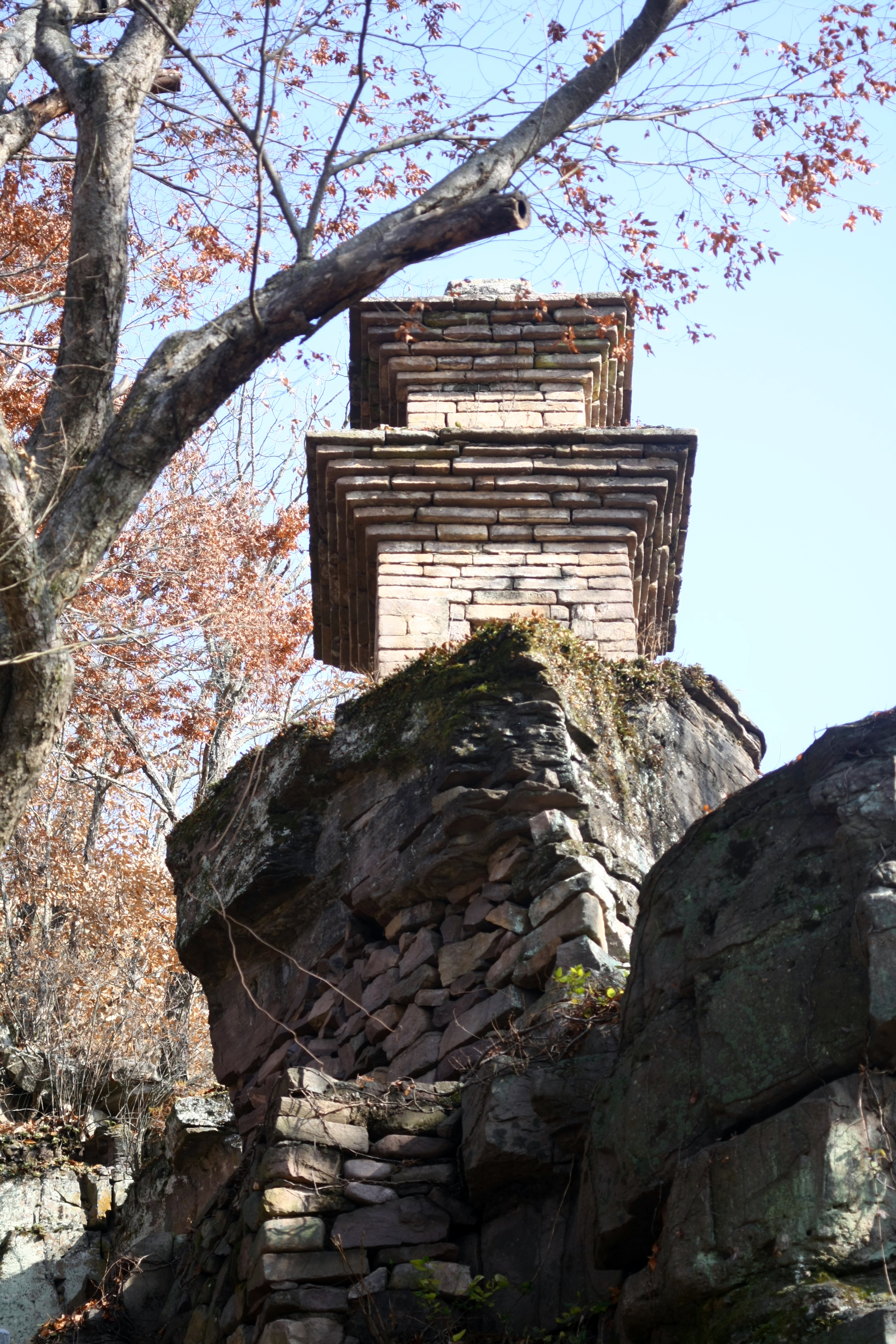

## 같이 보기
- 영혈사
- 경주 분황사 모전석탑
- 영양 산해리 오층모전석탑

## 참고 자료
- 영양 삼지동 모전석탑 - 국가유산청 국가유산포털